# Stylurus nanningensis
Stylurus nanningensis är en trollsländeart som beskrevs av Liu 1985. Stylurus nanningensis ingår i släktet Stylurus och familjen flodtrollsländor. Inga underarter finns listade i Catalogue of Life.